# List 15
List 15 – list otwarty w sprawie sytuacji Polaków w ZSRR, skierowany w roku 1974 do rządu PRL zaadresowany do wicepremiera Józefa Tejchmy. 
List został napisany przez Zbigniewa Herberta i Zygmunta Mycielskiego. W zbieranie podpisów zaangażował się m.in. Adam Michnik. List podpisali (kolejność alfabetyczna):
1. Jacek Bocheński
2. Kazimierz Brandys
3. Zbigniew Herbert
4. Andrzej Kijowski
5. Tadeusz Konwicki
6. Edward Lipiński
7. Zofia Małynicz
8. Jan Nepomucen Miller
9. Zygmunt Mycielski
10. Tadeusz Nowakowski
11. Antoni Słonimski
12. Andrzej Szczypiorski
13. Wiktor Woroszylski
14. Jan Zieja
15. Włodzimierz Zonn

Zawierał m.in. słowa 

Apelujemy przeto do rządu PRL o uzyskanie dla Polaków w ZSRR praw, z jakich korzystają nasi rodacy zamieszkali w innych krajach. Jest sprawą pilną i naszym zdaniem konieczną rozszerzenie kontaktów między krajem a Polonią radziecką, ułatwienie wyjazdów zarówno indywidualnych, jak i zbiorowych, bardziej niż dotychczas swobodne uczestniczenie w zjazdach, zlotach, festiwalach i koloniach dla dzieci. Pragniemy, aby nasi rodacy ze Związku Radzieckiego mieli możliwość nieskrępowanego wypowiadania się na temat swoich potrzeb, zwłaszcza w dziedzinie kultury, oświaty i religii. Niech zostanie im udzielona we wszystkich dziedzinach niezbędna i zorganizowana opieka.

Stefan Kisielewski opisał sprawę listu w swoim dzienniku:

Heca się stała wielka, bo „grupa protestująca” znowu napisała list do Tejchmy, tym razem w sprawie Polaków w Rosji. List podpisało piętnastu literatów i nieliteratów: Mycielski, Lipiński, Słonimski, Konwicki, Brandys (Kazimierz), Szczypiorski (!), Nowakowski, Herbert, ks. Zieja, Woroszylski, Zonn, Miller, Bocheński, Kijowski, Zofia Małynicz. List dotyczy Polaków w Rosji, żeby otrzymali prawa Polonii, mogli przyjeżdżać do Polski i mieli swobody w dziedzinie „kultury, oświaty i religii”. List dobry, bo nie Słonimski go napisał, bardzo na czasie, bo odbywa się przecież owa konferencja „porozumienia i współpracy” w Genewie, warto się „światu” przypomnieć. Oczywiście, jest w tym udawanie Greka, wszak list wysłany został do rządu (do wicepremiera Tejchmy), a ten rząd właśnie pomaga Rosji w jej wielkim oszustwie, jakim jest w ogóle uczestniczenie w takiej „odprężeniowej konferencji”. Ale my pomagać nie musimy, w tym różnię się ze Stommą – który zna tylko jeden sposób postępowania: wazelinę wobec Rosji. Że niby ratuje się "substancję narodową". Ale to już dziś przestarzałe - świat jednakże jest jednością i Rosji dziś jakoś tam na nim zależy, a skoro tak, niech usłyszy parę słów prawdy.

W pół roku później, według raportu współpracownika SB, Antoni Słonimski w prywatnej rozmowie

Radził Konwickiemu przeczytać w dzisiejszej prasie listy autorów, którzy będą podpisywali na kiermaszu. Zaskoczyło go stoisko Związku Literatów z okropnymi nazwiskami. Doszło do tego, mówił, że czytając, myślałem ze strachem, czy aby mnie nie ma. Odetchnąłem – nie ma, jestem na marginesie. Książki mi nie wydają, nie zapraszają na kiermasz. Uważa, że to uciszanie pewnych nazwisk, ponieważ nie zwrócono się o uczestnictwo do nikogo z sygnatariuszy „Listu 15”.